# Mark Surman

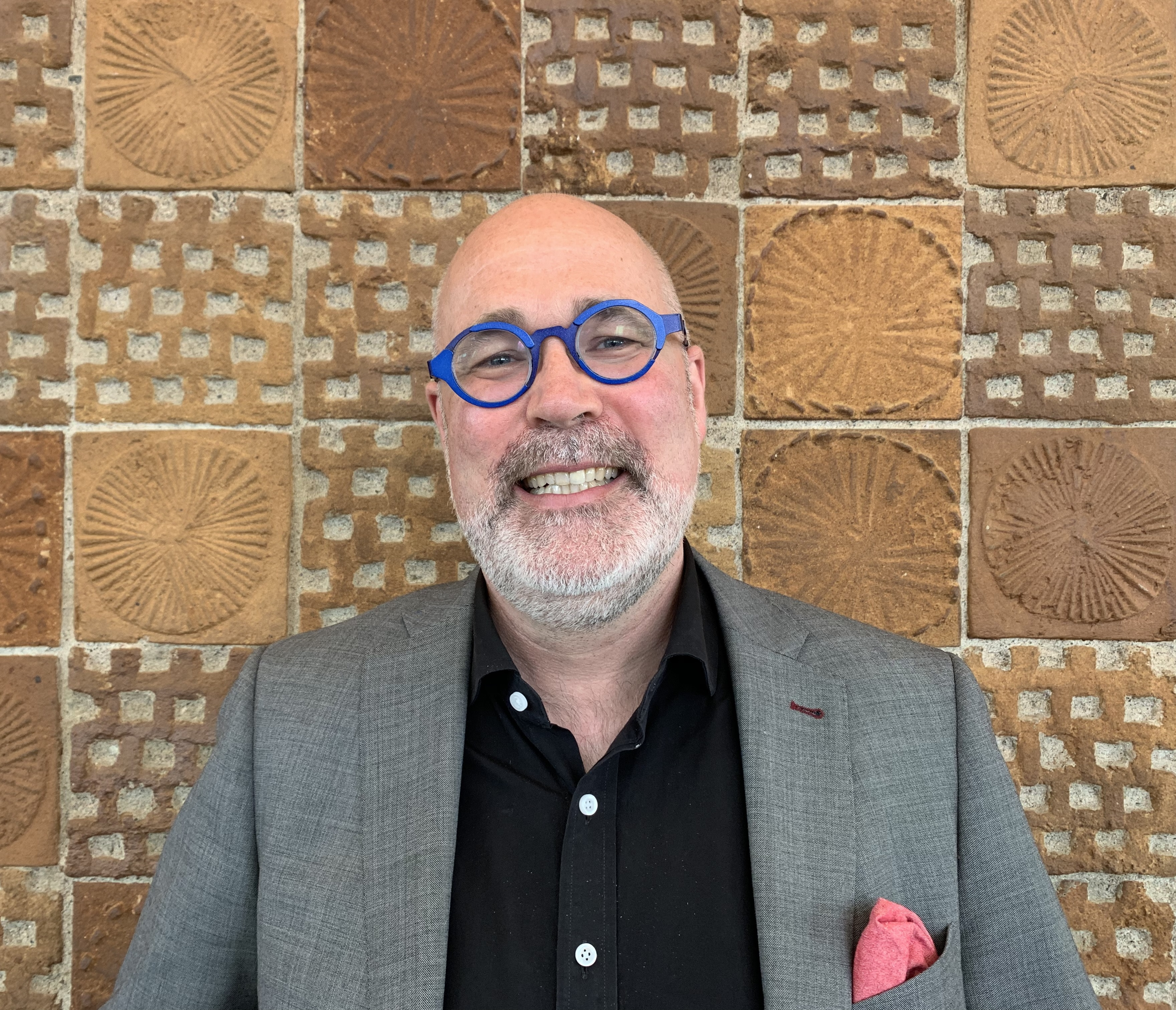
Mark Surman (2019)

Mark Surman ist seit dem Jahr 2008 Geschäftsführer der Mozilla Foundation.
Er setzt sich für den Ausbau von Kompetenzen im Umgang mit dem Internet ein: „Web literacy“ als Internetkompetenz im Sinn einer Medienkompetenz, das Internet zu verstehen und mitzugestalten, sowie für „Offene Philanthropie“ („Open Philanthropy“), also transparent und offen organisierte Nichtregierungsorganisationen. Surman ist ebenfalls Berater der Peer to Peer University.
Als Geschäftsführer der Mozilla Foundation verantwortete Surman unter anderem den Start der Initiative „Drumbeat“, der Mozilla Maker Parties, sowie von Lernnetzwerken der Stiftung.